# Селиваново (Дмитровский городской округ)
Селиваново — деревня в Дмитровском районе Московской области, в составе сельского поселения Синьковское. Население — 4 чел. (2010). До 2006 года Селиваново входило в состав Кульпинского сельского округа.

## Расположение
Деревня расположена в западной части района, примерно в 18 км к западу от Дмитрова, на водоразделе Яхромы и Лутосни, высота центра над уровнем моря 213 м. Ближайшие населённые пункты — Малыгино на юге и Подсосенье на севере.

## Население
| 2002 | 2006 | 2010 |
| ---- | ---- | ---- |
| 7    | ↘1   | ↗4   |